# Alfa Telescopii
Alfa Telescopii (α Tel) – najjaśniejsza gwiazda w gwiazdozbiorze Lunety. Jest odległa od Słońca o około 278 lat świetlnych.

## Charakterystyka
Jest to błękitna gwiazda sklasyfikowana jako podolbrzym, choć raczej jest to gwiazda ciągu głównego należąca do typu widmowego B. Jej temperatura to około 18 400 K, znacznie wyższa niż temperatura fotosfery Słońca. Gwiazda jest 900 razy jaśniejsza od Słońca i ma sześciokrotnie większą masę. Gwiazda ta jest bogata w hel, co wiąże się z dyfuzją pierwiastków w atmosferze gwiazdy. Obecnie zapewne wciąż prowadzi syntezę wodoru w hel, ale mając tak dużą masę, już za około 7 milionów lat zakończy życie jako masywny biały karzeł.